# 엄병학
엄병학(嚴秉學, 1917년 12월 13일 ~ 1997년 7월 18일)은 대한민국의 정치인이다. 제2대, 5대 국회의원을 지냈다.

## 이력
전주고등보통학교를 졸업하고 조선일보 지국을 운영하였으며, 기독청년회 임실군 회장, 독립촉성국민회 임실군지부장 위원장, 임실군 축산조합장, 귀환동포 원로회장, 청년연맹 임실군 위원장을 역임하였다.

## 역대 선거 결과
|  | 12.44% |

|  | 20.07% |

|  | 21.71% |

|  | 15.54% |

|  | 25.59% |

|  | 23.29% |